# Marian Jakubczak
Marian Jakubczak (ur. 26 marca 1928 w Rybnie, zm. 25 lutego 2023 w Rybienku Starym) – polski działacz ruchu ludowego, polityk, poseł na Sejm PRL VII i VIII kadencji.

## Życiorys
Uzyskał wykształcenie zasadnicze zawodowe. Działał w Związku Młodzieży Wiejskiej RP „Wici” i od 1956 w Zjednoczonym Stronnictwie Ludowym. Od 1958 do 1975 pełnił funkcję prezesa Powiatowego Komitetu partii w Wyszkowie, zasiadał też w Wojewódzkim Komitecie w Ostrołęce. Od 1958 był także radnym Wojewódzkiej Rady Narodowej województwa warszawskiego, potem radnym Powiatowej Rady Narodowej w Wyszkowie, a następnie radnym WRN w Ostrołęce. Prowadził własne gospodarstwo rolne. W 1976 uzyskał mandat posła na Sejm PRL VII kadencji w okręgu Ostrołęka, a w 1980 uzyskał reelekcję w tym samym okręgu. Podczas obydwu kadencji zasiadał w Komisji Leśnictwa i Przemysłu Drzewnego oraz w Komisji Obrony Narodowej, zaś w trakcie VIII także w Komisji Rolnictwa, Gospodarki Żywnościowej i Leśnictwa. W III RP związał się z Polskim Stronnictwem Ludowym. Zasiadał w zarządzie miejsko-gminnym partii w Wyszkowie. Mieszkał w Rybienku Starym.
Pochowany 1 marca 2023 na cmentarzu parafialnym w Wyszkowie, na Nadgórzu.

## Odznaczenia
- Srebrny Krzyż Zasługi,
- Brązowy Krzyż Zasługi[2],
- Odznaka honorowa „Zasłużony dla Rolnictwa” (2008)[4],
- Medal Pamiątkowy „Pro Masovia” (2019)[5].